# Machado (Familienname)
Machado ist ein portugiesischer und spanischer Familienname.

## Namensträger

### A
- Adán Machado (* 1955), uruguayischer Fußballtrainer
- Adelmo Cavalcante Machado (1905–1983), brasilianischer Geistlicher, römisch-katholischer Erzbischof von Maceió
- Adolfo Machado (* 1985), panamaischer Fußballspieler
- Alberto Machado (* 1990), puerto-ricanischer Boxer
- Aldana Machado (* 1998), uruguayische Leichtathletin
- Alicia Machado (* 1976), US-amerikanische Schauspielerin und Moderatorin, Miss Universe 1996
- Ana Maria Machado (* 1941), brasilianische Schriftstellerin
- Anésia Pinheiro Machado (1904–1999), brasilianische Pilotin
- Angelina Machado de Jesus (* 1967), osttimoresische Politikerin
- Antonio Machado (Lyriker) (1875–1939), spanischer Lyriker
- António Machado (Architekt), portugiesischer Architekt
- Antonio Machado (Rugbyspieler) (* 1998), portugiesischer Rugbyspieler
- Antonio Machado (y) Álvarez, bekannter unter seinem Pseudonym Demófilo (1846–1893), spanischer Schriftsteller
- Antonio Machado Núñez (um 1815–um 1896), spanischer Naturforscher und Anthropologe
- António Cardoso Caldas Machado (* 1958), osttimoresischer Politiker
- António Ginestal Machado (1874–1940), portugiesischer Politiker
- Aquiles Machado (* 1973), venezolanischer Sänger (Tenor)
- Arthur Machado (1909–1997), brasilianischer Fußballspieler
- Augusto Machado (Komponist) (Augusto de Oliveira Machado; 1845–1924), portugiesischer Komponist, Hochschullehrer und Theaterdirektor
- Augusto Reis Machado (1887–1966), portugiesischer Bibliograf

### B
- Bernardino Machado (1851–1944), portugiesischer Politiker, Präsident 1915 bis 1917 und 1925 bis 1926
- Bryan Machado (* 1993), uruguayischer Fußballspieler

### C
- Carlos Machado (Tischtennisspieler) (* 1980), spanischer Tischtennisspieler
- Carlos Machado (Kampfsportler) (* 1963), brasilianischer Kampfsportler
- Carlos Machado (Schauspieler) (* 1966), brasilianischer Fernsehschauspieler
- Carlos Machado (Produzent) (1908–1992), brasilianischer Musicalproduzent
- Carlos Machado (Architekt)
- Carmen Maria Machado (* 1986), US-amerikanische Schriftstellerin
- Celso Machado (* 1953), brasilianischer Gitarrist und Komponist
- Cristian Machado (* 1974), brasilianischer Sänger

### D
- Darcy Gustavo Machado Vieira Lima (* 1962), brasilianischer Schachspieler, siehe Darcy Lima
- Deiver Machado (* 1993), kolumbianischer Fußballspieler
- Domingos Machado (1824–1908), brasilianischer Benediktinermönch, Generalabt der Brasilianischen Kongregation

### E
- Eduardo Antônio Machado Teixeira (* 1993), brasilianischer Fußballspieler
- Eugênio Machado Souto (* 1948), brasilianischer Fußballspieler und -trainer

### F
- Fábio A. Machado, brasilianischer Zoologe
- Fabiano Machado (* 1986), brasilianischer Autorennfahrer
- Félix Machado (* 1972), venezolanischer Boxer
- Felix Anthony Machado (* 1948), indischer Geistlicher, Erzbischof ad personam von Vasai
- Fernando Machado (* 1979), uruguayischer Fußballspieler
- Fernando Machado Soares (1930–2014), portugiesischer Fado-Sänger
- Filipe Machado (1984–2016), brasilianischer Fußballspieler

### G
- Gastón Machado (* 1986), uruguayischer Fußballspieler
- Gerardo Machado (Gerardo Machado y Morales; 1871–1939), kubanischer Politiker, Präsident 1925 bis 1933
- Gilberto Machado, uruguayischer Fußballspieler

### H
- Honorio Machado (* 1982), venezolanischer Radrennfahrer
- Hugo Machado (1923–2015), uruguayischer Radrennfahrer

### J
- Juan Machado (* 1973), uruguayischer Rugby-Union-Spieler
- Jean-Marie Machado (* 1961), französischer Jazz-Pianist und Komponist
- Jefferson Victor Machado Ambrósio (* 1997), brasilianischer Fußballspieler
- João Aguiar Machado (* 1959), portugiesischer EU-Beamter und Generaldirektor
- Joaquim Machado de Castro (1731–1822), portugiesischer Bildhauer
- Joaquim Maria Machado de Assis (1839–1908), brasilianischer Schriftsteller
- José Pedro Machado (1914–2005), portugiesischer Romanist, Arabist und Lexikograf
- José Machado (Ruderer) (* 1928), portugiesischer Ruderer
- José Ramón Machado Ventura (* 1930), kubanischer Politiker
- Juan Francisco Machado, spanischer Gouverneur von Trinidad
- Juan Pablo Machado, französischer Künstler
- Júnior César Eduardo Machado (* 1982), brasilianischer Fußballspieler, siehe Júnior César
- Justina Machado (* 1972), US-amerikanische Schauspielerin

### K
- Keno Machado (* 2000), brasilianischer Boxer

### L
- Leandro Machado (* 1963), brasilianischer Fußballtrainer
- Luis Machado (* 1991), uruguayischer Fußballspieler
- Luz Machado (1916–1999), venezolanische Autorin

### M
- Maíla Machado (* 1981), brasilianische Hürdenläuferin
- Manuel Machado (Komponist) (1590–1646), portugiesischer Komponist
- Manuel Machado (Dichter) (1874–1947), spanischer Dichter
- Manuel Machado (Fußballspieler, 1985) (* 1985), angolanischer Fußballspieler
- Manuel Machado (Fußballspieler, 1986) (* 1986), andorranischer Fußballspieler
- Manuel António Marques Machado (* 1955), portugiesischer Fußballtrainer
- Manuel Chuanguira Machado (1950–2023), mosambikanischer Geistlicher, Bischof von Gurué
- Marcelo Machado (* 1975), brasilianischer Basketballspieler
- María Corina Machado (* 1967), venezolanische  Politikerin
- Maria Manuela Machado (* 1963), portugiesische Langstreckenläuferin
- Mariana Machado (* 2000), portugiesische Leichtathletin
- Marina Machado (* 1972), brasilianische Sängerin
- Mario Machado (1935–2013), amerikanischer Nachrichtensprecher und Schauspieler
- Mario Jorge da Cunha Machado, Grafik-Designer, Illustrator und Künstler

### N
- Narciso A. Machado, uruguayischer Politiker
- Nicolás Machado (* 1997), uruguayischer Fußballspieler
- Nicomedes Machado, uruguayischer Politiker

### O
- Olegario Machado, uruguayischer Politiker

### P
- Paulinho Roberto Machado (* 1981), brasilianischer Fußballspieler, siehe Paulinho (Fußballspieler, 1981)
- Paulo Machado (* 1986), portugiesischer Fußballspieler
- Paulo Machado (Filmkomponist), portugiesischer Filmkomponist
- Paulo Francisco Machado (* 1952), brasilianischer Geistlicher, Bischof von Uberlândia
- Paulo Sérgio Machado (1945–2024), brasilianischer Geistlicher, Bischof von São Carlos
- Peter Machado (* 1954), indischer Geistlicher, Erzbischof von Bangalore

### R
- Ramon Machado de Macedo (* 1991), brasilianischer Fußballspieler
- Rodrigo Machado (* 1996), uruguayischer Fußballspieler
- Rodrigo Moreno Machado (* 1991), spanisch-brasilianischer Fußballspieler, siehe Rodrigo (Fußballspieler, 1991)
- Roger Machado Marques (* 1975), brasilianischer Fußballspieler und -trainer
- Roseli Machado (1968–2021), brasilianische Leichtathletin
- Rui Machado (* 1984), portugiesischer Tennisspieler

### S
- Salvador Machado Agüero, nicaraguanischer Politiker, Präsident 1893
- Scott Machado (* 1990), amerikanisch-brasilianischer Basketballspieler
- Severo Machado, uruguayischer Politiker
- Simone Machado Rebmann (* 1969), Schweizer Politikerin (Grüne)

### T
- Tardeli Barros Machado Reis (* 1990), brasilianischer Fußballspieler
- Thiago Machado dos Santos (1976–2005), brasilianischer Triathlet
- Tiago Machado (* 1985), portugiesischer Radrennfahrer

### V
- Vera Lúcia Machado (* 1946), brasilianische Diplomatin
- Vinicius Machado (* 1982), brasilianischer Schauspieler
- Vítor Machado Ferreira (* 2000), portugiesischer Fußballspieler, siehe Vitinha (Fußballspieler, Februar 2000)

### W
- Walter Machado da Silva (1934–2019), brasilianischer Fußballspieler, siehe Waldo (Fußballspieler)
- Wálter Machado da Silva (Silva Batuta; 1940–2020), brasilianischer Fußballspieler
- William Machado (* 1994), uruguayischer Fußballspieler